# Ilyophis saldanhai
Ilyophis saldanhai är en fiskart som beskrevs av Emma S. Karmovskaya och Parin, 1999. Ilyophis saldanhai ingår i släktet Ilyophis och familjen Synaphobranchidae. Inga underarter finns listade i Catalogue of Life.